# Куренівський парк
Куренівський парк (колишня назва — парк ім. Фрунзе) — парк культури і відпочинку, розташований в Подільському районі міста Києва.

## Історія
Створений в 1960-х роках під час перепланування території Куренівки після Куренівської трагедії. Раніше тут були безіменний сквер і ремонтне підприємство Південно-Західної залізниці. Загальна площа — 8,18 га.
Парк розміщується у трикутнику, утвореному вулицями Кирилівською, Олени Теліги та проспектом Степана Бандери. На розі проспекту Степана Бандери та вулиці Олени Теліги — колишній танцювальний павільйон (концертний зал «Сучасник»), а тепер концерт-хол «FreeДом».
Станом на кінець 1980-х у парку працювали містечко атракціонів (5 каруселей, гойдалки, автодром), зал дитячих ігрових автоматів, дитяча хореографічна студія, секція з настільного тенісу, літня естрада. Ця інфраструктура не збереглася.

## Сучасний стан
В 2000-х роках проведено реконструкцію парку — оновлено покриття доріжок, реконструйовано зелені насадження, збудовано дитячий майданчик та дитяче автомістечко.

## Пам'ятні знаки

14 жовтня 2021 року, на День захисників і захисниць України, неподалік концерт-холу «FreeДом» відкрито кам'яний пам'ятний хрест, присвячений Захисникам України, які загинули в боротьбі за її незалежність, суверенітет та територіальну цілісність. Пам'ятний хрест, згідно з текстом інформаційної таблиці, відновлено й встановлено зусиллями низки громадських організацій («Музичний батальйон», «Народний музей України», «Київська спілка ветеранів АТО Подільського району», ОУН, НВР «Правий сектор», ВО «Свобода») та Подільської райдержадміністрації міста Києва.
Сам хрест було виготовлено 2009 року за ініціативи й коштом Олександра Пилипенка — до 100-ї річниця з дня народження Степана Бандери, проте на той час влада не дозволила встановлення пам'ятного знака.